# Шарпсвілл (Індіана)
Шарпсвілл (англ. Sharpsville) — місто (англ. town) в США, в окрузі Тіптон штату Індіана. Населення — 553 особи (2020).

## Географія
Шарпсвілл розташований за координатами 40°22′46″ пн. ш. 86°5′13″ зх. д. / 40.37944° пн. ш. 86.08694° зх. д. (40.379536, -86.086861).  За даними Бюро перепису населення США в 2010 році місто мало площу 0,62 км², уся площа — суходіл.

## Демографія
Згідно з переписом 2010 року, у місті мешкало 607 осіб у 227 домогосподарствах у складі 168 родин. Густота населення становила 979 осіб/км².  Було 255 помешкань (411/км²).
Расовий склад населення:
| - 97,5 % — білих - 0,2 % — чорних або афроамериканців |

До двох чи більше рас належало 1,6 %. Частка іспаномовних становила 2,0 % від усіх жителів.
За віковим діапазоном населення розподілялося таким чином: 28,0 % — особи молодші 18 років, 62,3 % — особи у віці 18—64 років, 9,7 % — особи у віці 65 років та старші. Медіана віку мешканця становила 38,2 року. На 100 осіб жіночої статі у місті припадало 97,7 чоловіків;  на 100 жінок у віці від 18 років та старших — 93,4 чоловіків також старших 18 років.
Середній дохід на одне домашнє господарство  становив 59 489 доларів США (медіана — 55 341), а середній дохід на одну сім'ю — 63 206 доларів (медіана — 56 250). За межею бідності перебувало 8,9 % осіб, у тому числі 4,3 % дітей у віці до 18 років та 12,1 % осіб у віці 65 років та старших.
Цивільне працевлаштоване населення становило 318 осіб. Основні галузі зайнятості: освіта, охорона здоров'я та соціальна допомога — 23,0 %, виробництво — 17,0 %, роздрібна торгівля — 13,2 %, науковці, спеціалісти, менеджери — 10,1 %.